# Taça Latina de 2012
A Taça Latina de 2012 foi a 26ª edição da Taça Latina. Esta competição é organizada pelo CERH.
| País     | J | V | E | D | GM | GS | DG  | Pts |
| -------- | - | - | - | - | -- | -- | --- | --- |
| Espanha  | 3 | 3 | 0 | 0 | 18 | 7  | 11  | 9   |
| Portugal | 3 | 2 | 0 | 1 | 16 | 13 | 3   | 6   |
| França   | 3 | 1 | 0 | 2 | 9  | 12 | -3  | 3   |
| Itália   | 3 | 0 | 0 | 3 | 5  | 16 | -11 | 0   |

|          | Espanha | Portugal | França | Itália |
| -------- | ------- | -------- | ------ | ------ |
| Espanha  |         | 7-5      | 3-0    | 8-2    |
| Portugal |         |          | 8-4    | 3-2    |
| França   |         |          |        | 5-1    |
| Itália   |         |          |        |        |